# イデュルスルファーゼ ベータ
イデュルスルファーゼ ベータ（Idursulfase beta）とは、ムコ多糖症II型の中枢神経症状の進行抑制に使用される希少疾病用医薬品である。イデュルスルファーゼが点滴静脈内投与されるのに対し、イデュルスルファーゼ ベータは脳室内投与される。

## 概要
イデュルスルファーゼ ベータは遺伝子組換えヒトイズロン酸-2-スルファターゼであり、525個のアミノ酸残基を有する糖蛋白質（分子量：約77,000、アミノ酸部分は59,274.99Da）である。チャイニーズハムスター卵巣細胞により遺伝子組換え技術を用いて生成される:4-6。アミノ酸部分は、イデュルスルファーゼと同一である。

## 効能・効果
ムコ多糖症II型（中枢神経系症状の改善が必要とされる患者に対して使用する）

## 警告
重篤なアナフィラキシー、ショックが発現する可能性がある。

## 副作用
重大な副作用は設定されていない。
10%以上に、悪心、嘔吐、蕁麻疹、血中ビリルビン増加、不穏、発熱が見られる。

## 承認
イデュルスルファーゼ ベータは2020年3月に希少疾病用医薬品に指定され、同年同月に承認申請され、2021年1月に承認された。